# Jorge Arturo Medina Estévez
Jorge Arturo Medina Estévez (sinh ngày 23 tháng 12 năm 1926 - mất ngày 3 tháng 10 năm 2021) là một Hồng y người Chile của Giáo hội Công giáo Rôma. Ông hiện đảm nhận vai trò Hồng y Đẳng Linh mục Nhà thờ S. Saba. Ông từng đảm nhận vai trò Tổng trưởng Thánh bộ Phụng tự và Kỷ luật Bí tích trong 4 năm, từ năm 1998 đến năm 2002. Sau khi nghỉ hưu, ông đảm trách vai trò Hồng y trưởng Đẳng Phó tế, từ năm 2005 đến năm 2007.
Xuất phát điểm là lãnh đạo giáo hội địa phương trước khi về Giáo triều Rôma, ông từng đảm trách nhiều vai trò tại Chile như: Giám mục phụ tá Giáo phận Rancagua (1984–1987), Giám mục chính tòa Giáo phận Rancagua (1987–1993), Giám mục chính tòa Giáo phận Valparaíso (1993–1996). Về giáo triều, ông đảm nhiệm vai trò Quyền Tổng trưởng Thánh bộ Phụng tự và Kỷ luật Bí tích từ năm 1996 đến khi trở thành Tổng trưởng vào năm 1998. Ông được vinh thăng Hồng y ngày 21 tháng 2 năm 1998, bởi Giáo hoàng Gioan Phaolô II.

## Tiểu sử
Hồng y Jorge Arturo Medina Estévez sinh ngày 23 tháng 12 năm 1926 tại Santiago, Tổng giáo phận Santiago de Chile, Chile. Sau quá trình tu học dài hạn tại các cơ sở chủng viện theo quy định của Giáo luật, ngày 12 tháng 6 năm 1954, Phó tế Levada, 28 tuổi, tiến đến việc được truyền chức linh mục. Cử hành nghi thức truyền chức cho tân linh mục là giám mục Pio Alberto Fariña Fariña, giám mục phụ tá Tổng giáo phận Santiago de Chile. Linh mục Estévez đồng thời cũng là thành viên linh mục đoàn Tổng giáo phận Santiago de Chile.
Sau 30 năm thi hành các công việc mục vụ với thẩm quyền và cương vị của một linh mục, ngày 18 tháng 12 năm 1984, Tòa Thánh loan tin Giáo hoàng đã quyết định tuyển chọn linh mục Jorge Arturo Medina Estévez, 58 tuổi, gia nhập Giám mục đoàn Công giáo Hoàn vũ, với vị trí được bổ nhiệm là Giám mục Phụ tá Giáo phận Rancagua, danh nghĩa Giám mục hiệu tòa Thibilis. Lễ tấn phong cho vị giám mục tân cử được tổ chức sau đó vào ngày 6 tháng 1 năm 1985, với phần nghi thức chính yếu được cử hành cách trọng thể bởi 3 giáo sĩ cấp cao, gồm chủ phong là đương kim giáo hoàng, Giáo hoàng Gioan Phaolô II; hai vị giáo sĩ còn lại, với vai trò phụ phong, gồm có Tổng giám mục Eduardo Martínez Somalo, Thành viên Phủ Quốc vụ khanh Tòa Thánh và Tổng giám mục Duraisamy Simon Lourdusamy, Tổng Thư ký Thánh bộ Loan báo Phúc âm cho Các Dân tộc. Tân giám mục chọn cho mình khẩu hiệu: OPORTET ILLUM CRESCERE.
Sau khi đảm nhận vai trò Giám mục phụ tá 3 năm, Tòa Thánh thông báo chọn giám mục Estévez làm Giám mục chính tòa Giáo phận Rancagua. Thông báo bổ nhiệm chính thức được công bố vào ngày 25 tháng 11 năm 1987. Ông đã cử hành các nghi thức nhận chức vụ mới của mình sau đó vào ngày 3 tháng 1 năm 1988. Năm nau sau khi chính thức đảm nhiệm giáo phận, Tòa Thánh lại có quyết định thuyên chuyển Giám mục Estévez đến nhiệm sở mới, cụ thể là Giáo phận Valparaíso, với vị trí được bổ nhiệm tương đương tại nhiệm sở cũ là giám mục chính tòa.
Được mời về công tác tại Giáo triều Rôma, Giám mục Estévez đã được Tòa Thánh thăng Tổng giám mục, đi kèm với việc việc bổ nhiệm giám mục này làm Quyền Tổng trưởng Thánh bộ Phụng tự và Kỷ luật Bí tích. Thông báo về việc bổ nhiệm này được công bố cách rộng rãi vào ngày 21 tháng 6 năm 1996. Sau hơn 1 năm được đưa về làm việc tại giáo triều, qua công nghị Hồng y năm 1998 được cử hành ngày 21 tháng 2, Giáo hoàng Gioan Phaolô II vinh thăng Tổng giám mục Jorge Arturo Medina Estévez tước vị danh dự, Hồng y. Tân Hồng y thuộc Đẳng Hồng y Phó tế và Nhà thờ Hiệu tòa được chỉ định là Nhà thờ S. Saba. Sau đó, ông đã cử hành các nghi thức nhận nhà thờ hiệu tòa của mình vào ngày 24 tháng 5 năm 1998.
Hai ngày sau công nghị, ông được chọn làm Tổng trưởng Thánh bộ Phụng tự và Kỷ luật Bí tích. Ông giữ chức vụ này đến ngày 1 tháng 10 năm 2002 thì Tòa Thánh chấp thuận đơn từ nhiệm vì lý do tuổi tác. Từ ngày 24 tháng 2 năm 2005 đến ngày 23 tháng 2 năm 2007, ông đảm trách vai trò Hồng y trưởng Đẳng Phó tế.
Ngày 1 tháng 3 năm 2008, ông được thăng Đẳng Hồng y Linh mục Nhà thờ S. Saba.